# Stockdale (Teksas)
Stockdale – miasto w Stanach Zjednoczonych, w stanie Teksas, w hrabstwie Wilson.